# Tétéma à tête noire
Formicarius nigricapillus
Espèce
Statut de conservation UICN

 LC  : Préoccupation mineure
Le Tétéma à tête noire (Formicarius nigricapillus) ou Fourmilier obscur, est une espèce de passereau placée dans la famille des Formicariidae.

## Sous-espèces
Cet oiseau est représenté par deux sous-espèces :
- F. n. nigricapillus Ridgway, 1893 — cordillère de Talamanca ;
- F. n. destructus Hartert, 1898 — El Chocó.